# Карпинета (Болоња)
Карпинета је насеље у Италији у округу Болоња, региону Емилија-Ромања.
Према процени из 2011. у насељу је живело 103 становника. Насеље се налази на надморској висини од 474 м.